# Киселёв, Константин Фёдорович
Константин Фёдорович Киселёв(швед. Konstantin Kiseleff; 5 января 1834, Гельсингфорс — 25 января 1888, Гельсингфорс) — архитектор Великого княжества Финляндского.

## Биография
Родился 5 января 1834 года в Гельсингфорсе, в семье владельца завода и коммерсанта Фёдора Киселёва. В 1852 году окончил Императорский Александровский университет, а в следующем году продолжил практическое обучение в Интендантской конторе публичных зданий.
С 1856 по 1863 год обучался за границей: в Италии, Париже и Мюнхене. До 1869 года Киселёв работал независимым архитектором, пока его не приняли внештатным архитектором в интендантскую контору. C 1875 по 1886 год он являлся первым архитектором конторы. Позднее совместно со строительным мастером Э. Хейкелем основал строительную фирму Heikel & Kiseleff. Спроектированные К. Киселёвым здания находятся в Хельсинки, Выборге, Йювяскюля, Уусикаарлепюу, Куопио, Лоппи и Сортавале. Он также руководил работами по реконструкции крепости Олафсборг, будучи руководителем губернской строительной конторы Санкт-Михельской губернии начиная с 1871 года.
В 1861 году К. Киселёв женился на Софии Юлии Розе Рюдингер. Их дочь, Марга Киселёва (1862—1924) была художницей, которая особенно любила писать цветы в технике акварели.
Похоронен на православном кладбище в Хельсинки в районе Лапинлахти.

## Постройки

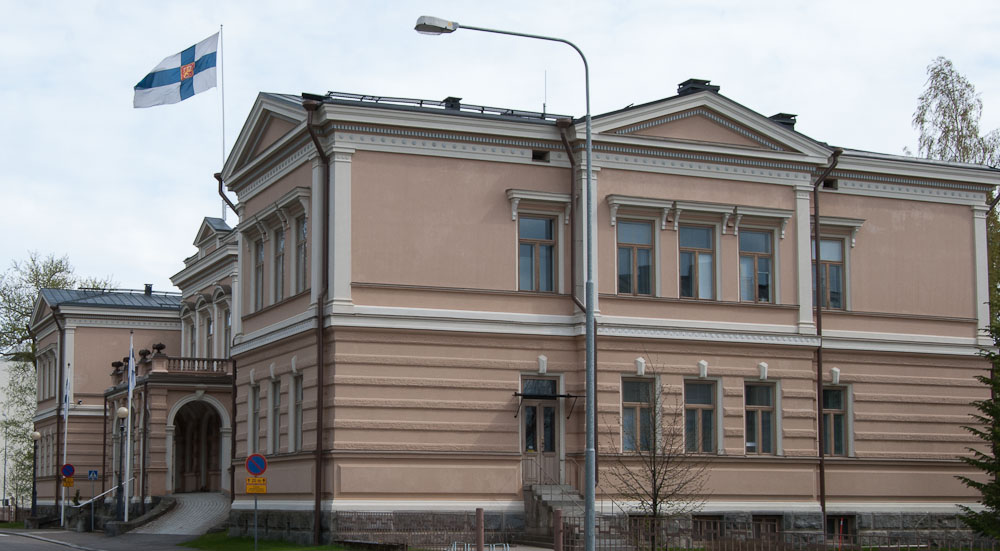
Куопиоское губернское правление (1882, Куопио)
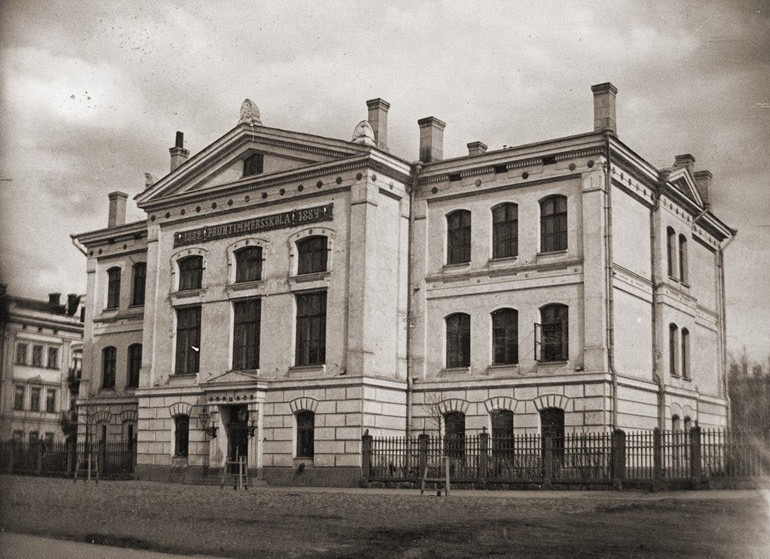
Шведская женская гимназия (1882-1885, Выборг)
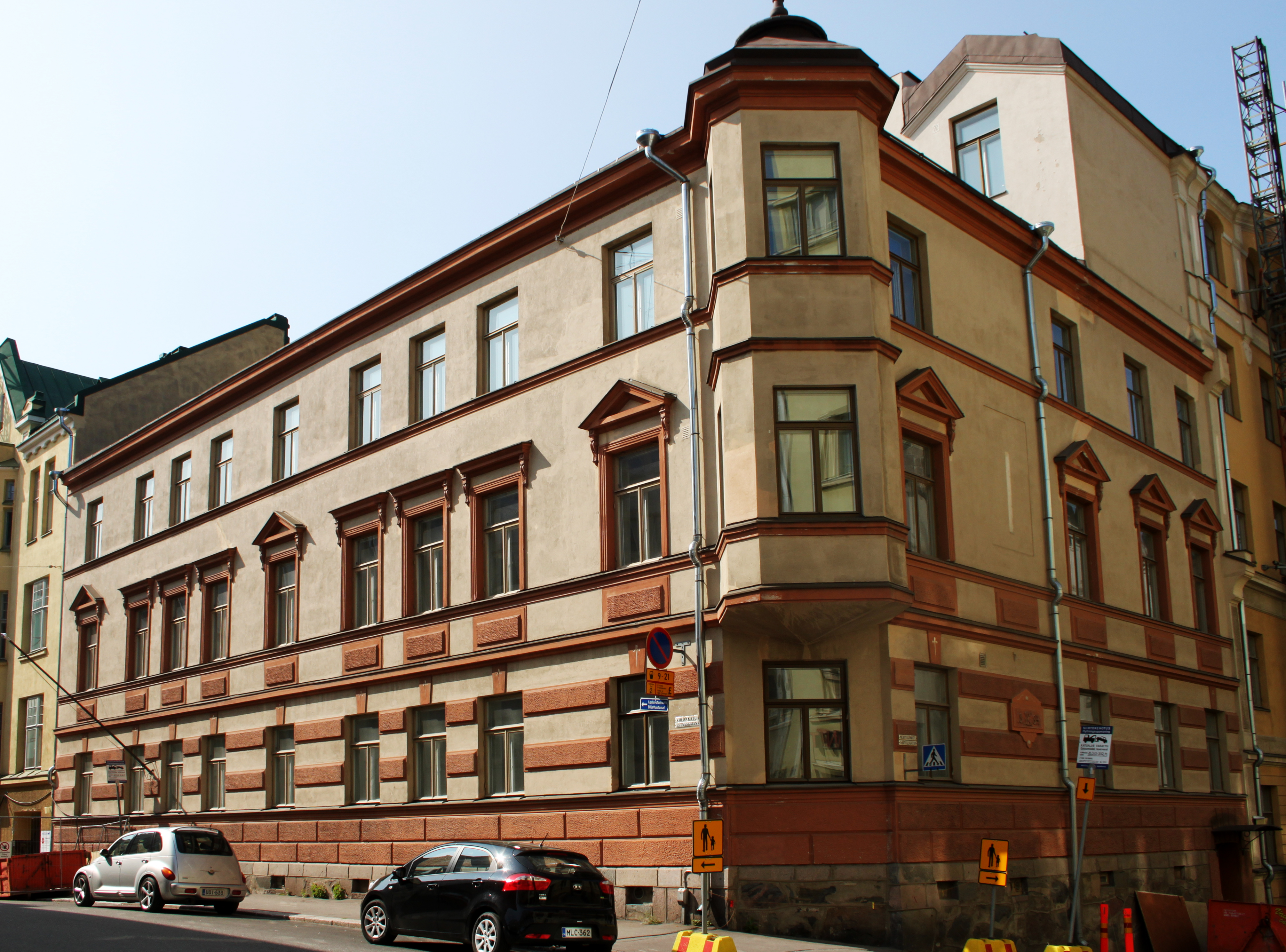
Жилой дом (1884, Хельсинки)
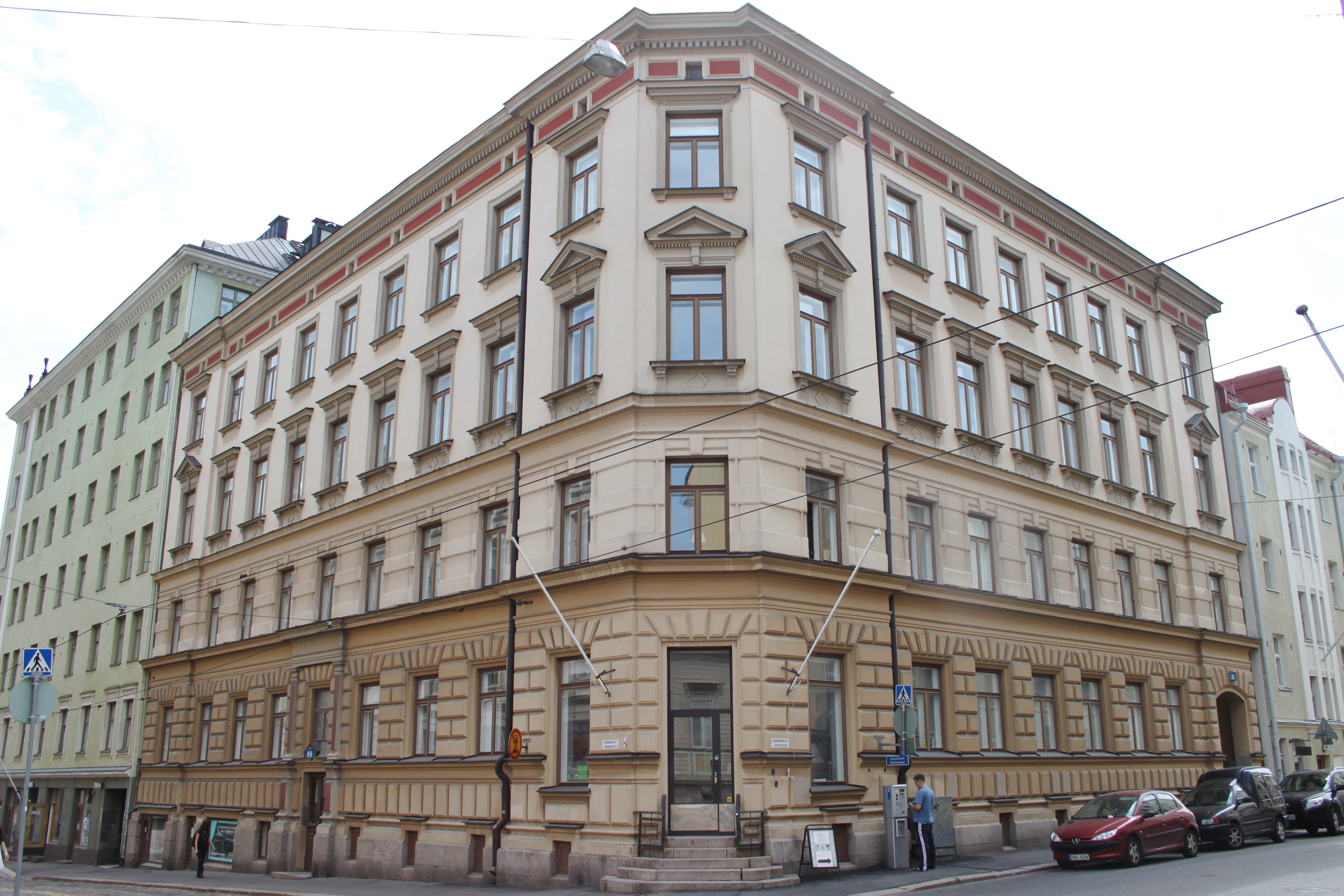
Жилой дом (1890, Хельсинки)
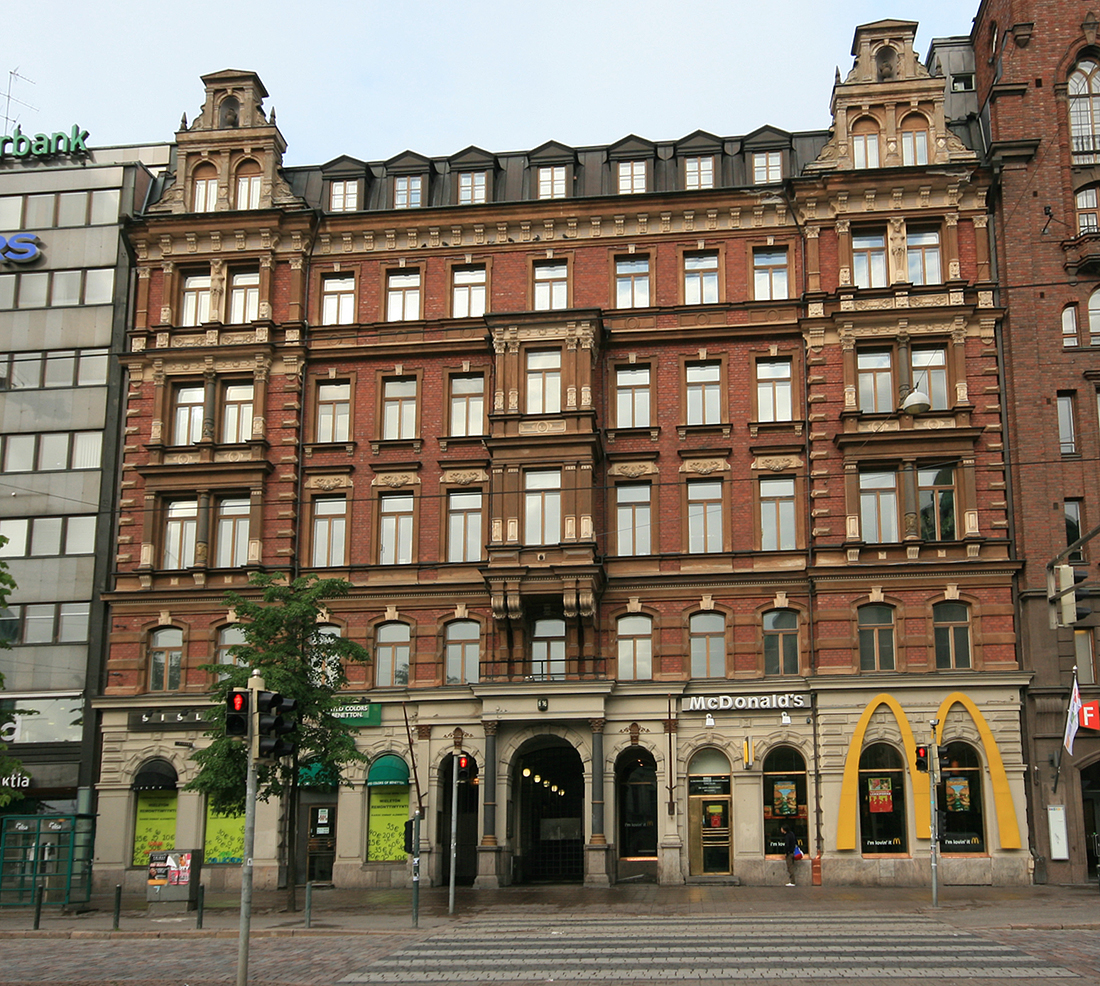
Жилой дом (1890, Хельсинки)
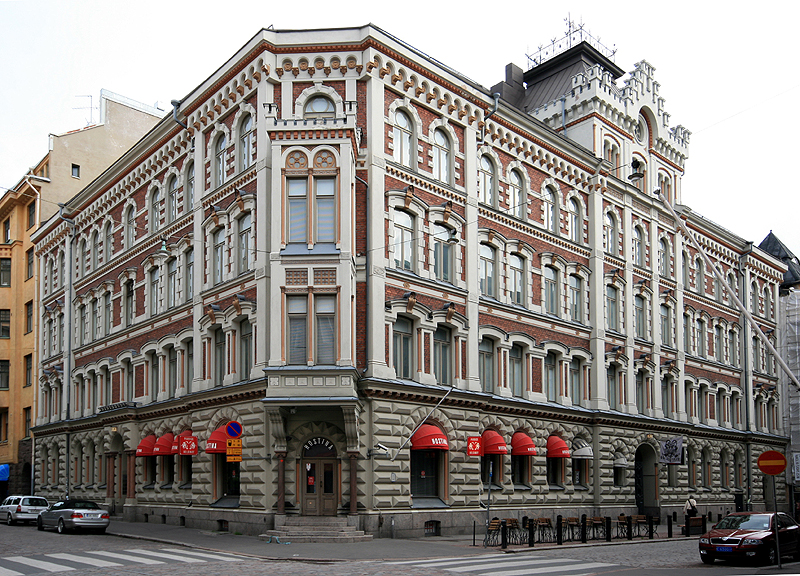
Дом с рестораном «Маринад» (1892-1897, Хельсинки)